# قرار مجلس الأمن التابع للأمم المتحدة رقم 2040
قرار مجلس الأمن التابع للأمم المتحدة رقم 2040، المتخذ بالإجماع في 12 مارس 2012.

## المحتوى
يعدل القرار حكما يتعلق بإنفاذ حظر توريد الأسلحة؛ يمدد ويعدل ولاية فريق الخبراء المصغر. [1] 

## روابط خارجية
- نص القرار في undocs.org